# Керн, Джои
Джозеф Дэниел «Джои» Керн (англ. Joseph Daniel "Joey" Kern; род. 5 сентября 1976, Индепенденс, Кентукки, США) — американский актёр и режиссёр.

## Ранняя жизнь
Джозеф Дэниел Керн родился 5 сентября 1976 года в городе Индепенденс, штат Кентукки. В 1995 он окончил старшую школу им. святого Ксавьера (англ. St. Xavier High School) в Цинциннати, штат Огайо. Затем учился в Нью-Йоркском университете, где получил степень бакалавра изобразительных искусств. Он также выезжал в Лондон, где посещал курсы актёрского мастерства в Королевской академии драматического искусства.

## Карьера
Джои Керн дебютировал на сцене театра в 1997 году. Впоследствии он получил небольшую известность, снявшись в центральных ролях в фильмах «Лихорадка» (2002) и «Скейтбордисты» (2003). Наиболее известной работой Керна на телевидении стал сериал «Хорошее поведение», в котором он снимался с 2016 по 2017.
В 2017 он снял фильм «Большой медведь» (выступив в качестве режиссёра и актёра), который был основан на его разрыве отношений с Джиннифер Гудвин.

## Личная жизнь
Находился в отношениях с актрисой, Александрой Холден. В апреле 2009 Керн начал встречаться с актрисой Джиннифер Гудвин. Пара обручилась 24 декабря 2010 года, однако 20 мая 2011 они объявили о своём расставании. В 2014 женился на Джиллиан Роуз, впоследствии у пары родилась дочь Лили Лу Керн.

## Фильмография
| Год       |    | Русское название      | Оригинальное название           | Роль                                |
| --------- | -- | --------------------- | ------------------------------- | ----------------------------------- |
| 2000      | с  | Секс в большом городе | Sex and the City                | Гарт                                |
| 2001      | ф  | Суперполицейские      | Super Troopers                  | парень из колледжа                  |
| 2001      | ф  | Горечь любви          | Love the Hard Way               | Фитцджеральд                        |
| 2002      | ф  | XX/XY: Логика измены  | XX/XY                           | Томми                               |
| 2002      | ф  | Лихорадка             | Cabin Fever                     | Джефф                               |
| 2003      | ф  | Скейтбордисты         | Grind                           | Лу Сингер                           |
| 2005      | ф  | Любовь на острове     | Lovewrecked                     | Майло Динсдейл                      |
| 2006      | тф | Совершенно потрясающе | Totally Awesome                 | Кипп Вандерхофф                     |
| 2007      | ф  | Везунчик              | Lucky You                       | парень, который загляделся на Билли |
| 2008      | с  | 4исла                 | Numb3rs                         | Кевин Уоршоу                        |
| 2009      | ф  | Продавец              | The Goods: Live Hard, Sell Hard | Рики                                |
| 2010      | ф  | Пит Смаллс мёртв      | Pete Smalls Is Dead             | Свен (в титрах не указан)           |
| 2010      | с  | Мастера вечеринок     | Party Down                      | Джем                                |
| 2013      | с  | Избранный             | Chosen                          | Лесли Брюэр                         |
| 2014      | с  | Трудоголики           | Workaholics                     | Тодд                                |
| 2014      | с  | Кей и Пил             | Key and Peele                   | богатый белый парень                |
| 2016—2017 | с  | Хорошее поведение     | Good Behavior                   | Роб                                 |